# Jakcsu
A jakcsu (hangul: 약주) vagy cshongdzsu (청주) erjesztéssel készülő koreai alkoholos ital. Készítésekor gőzön főtt, lehűtött rizshez Aspergillus oryzae-kultúrát tesznek és vízzel összekeverik, majd 10-20 napon keresztül 20-25 C°-os hőmérsékleten erjesztik. Az edénybe bambuszból font szűrőt (용수, jongszu) helyeznek és ebben gyűjtik össze a tiszta italt. Készülhet árpából és búzából is. A jakcsu tulajdonképpen a makkolli tetejéről leszűrt, tiszta színű ital, erre utal a másik neve is (청, cshong).

## Ismert változatok
- Kjongdzsu Kjodong popcsu (경주 교동법주): a kjongdzsui Cshö család által készített hagyományos jakcsu, 1986 óta a szellemi örökség része. Ragacsos rizsből, adalékmentesen készül, 17% alkoholtartalmú. 100 napig erjesztik, majd egy évig érlelik.[2]
- Hanszan szogokcsu (한산 소곡주): az észak-cshungcshongi Hanszanból származó ital a legendák szerint a Pekcse királyság idejében is létezett már. Krizantémmal ízesítik, 18% alkoholtartalmú.[2]